# گروسهویباخ
گروسهویباخ (به آلمانی: Großheubach) یک منطقهٔ مسکونی در آلمان است که در Miltenberg واقع شده‌است.